# تماضر بنت مسعود
تماضر بنت مسعود بن عقبة، شاعرة ذكر لها القالي البغدادي أبياتا من الشعر وكان قد خرج بها زوجها إلى القفين فقالت: